# Cydistomyia atra
Cydistomyia atra är en tvåvingeart som först beskrevs av H. Oldroyd 1954.  Cydistomyia atra ingår i släktet Cydistomyia och familjen bromsar. Inga underarter finns listade i Catalogue of Life.